# Dimetylkarbonat
Dimetylkarbonat (DMC) är en ester av kolsyra och metanol med formeln CO3(CH3)2.

## Framställning
Den traditionella metoden att framställa dimetylkarbonat är att reagera metanol (CH3OH) med fosgen (COCl2).
{\displaystyle {\rm {2\ CH_{3}OH+COCl_{2}\rightarrow CO_{3}(CH_{3})_{2}+2\ HCl}}}
På grund av att den använder giftig fosgen och dessutom producerar frätande saltsyra har den metoden blivit ersatt av en modernare metod som i stället använder kolmonoxid och syrgas.
{\displaystyle {\rm {4\ CH_{3}OH+2\ CO+O_{2}\rightarrow CO_{3}(CH_{3})_{2}+H_{2}O}}}
Reaktionen genomförs i en autoklav under tryck (2 – 3 MPa) och värme (120 – 130 °C). Ett koppar-salt används som katalysator.

## Användning
Dimetylkarbonat används som metyleringsmedel. De fördelar den har framför halogenmetaner och dimetylsulfat är den inte är giftig, den ger inga syror son biprodukt och den är biologiskt nerbrytbar. Det används därför i så kallad grön kemi.